# Comendo a Bola
Comendo a Bola foi um programa de televisão brasileiro apresentado por Gerdy Gomes na TV Tupi de São Paulo, durante o final dos anos 60 e início da década de 1970.
O programa consistia em exibir gols de partidas de futebol antigas. O cenário era formado por máquinas de videotape atrás de um vidro e, na medida em que Gomes solicitava, seu operador ia exibindo os vídeos.